# Sevenum
Sevenum este o comună și o localitate în provincia Limburg, Țările de Jos. 

## Localități componente
Sevenum, Kronenberg, Evertsoord